# Kobresia loliacea
Kobresia loliacea är en halvgräsart som beskrevs av Fa Tsuan Wang, Tang och Pei Chun Qiong Li. Kobresia loliacea ingår i släktet sävstarrar, och familjen halvgräs. Inga underarter finns listade i Catalogue of Life.